# Gutiolo
Gutiolo es una entidad de población española del municipio de Zarátamo, perteneciente a la provincia de Vizcaya, en la comunidad autónoma del País Vasco.

## Toponimia
El nombre del lugar puede encontrarse escrito con las grafías Gutialo y Gutiolo.

## Historia
Hacia mediados del siglo XIX, el lugar, un barrio ya por entonces perteneciente a Zarátamo, tenía contabilizada una población de 26 habitantes. Aparece descrito en el noveno volumen del Diccionario geográfico-estadístico-histórico de España y sus posesiones de Ultramar de Pascual Madoz con las siguientes palabras:

GUTIALO: barrio en la prov. de Vizcaya, part. jud. de Bilbao, térm. jurisd. de Zaratamo: 6 vec., 26 almas.
(Madoz, 1847, p. 148)

En 2023, la entidad singular de población tenía empadronados 25 habitantes y el núcleo de población, 22.